# Vertrag von Chemulpo

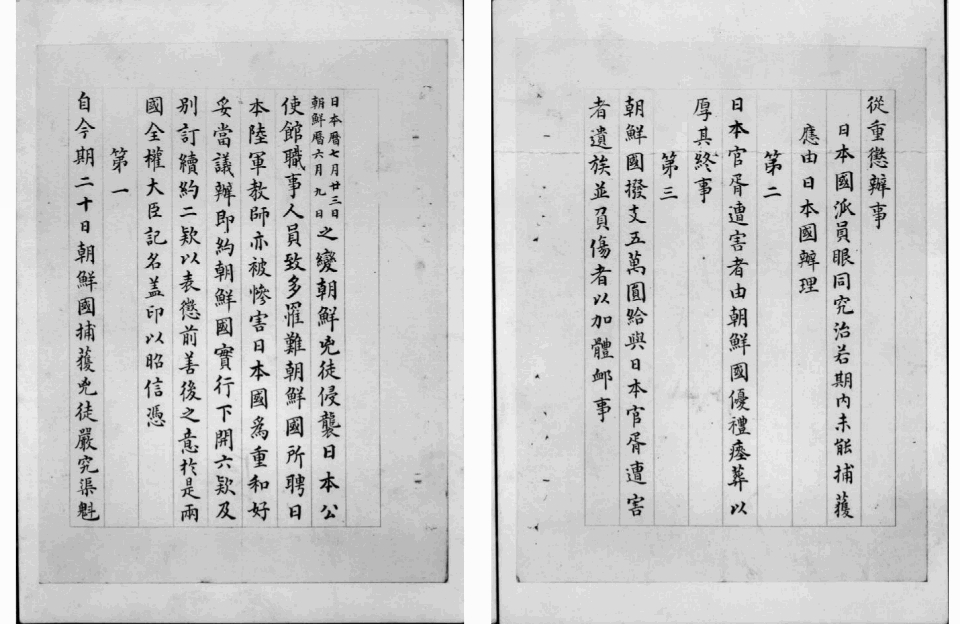
Vertrag von Chemulpo, die ersten zwei Seiten

Der japanisch-koreanische Vertrag von 1882, auch bekannt als Vertrag von Chemulpo oder Chemulpo-Konvention, wurde nach dem Imo-Zwischenfall zwischen Japan und Korea ausgehandelt.

## Inhalt
Am 23. Juli 1882 weiteten sich die Auseinandersetzungen zwischen verschiedenen Fraktionen in Seoul über die Hauptstadt hinaus aus.
Mit der Eskalation der Gewalt wurde das japanische Konsulat von Randalierern verwüstet, so dass japanische Diplomaten gezwungen waren, das Land zu verlassen. Als die Ordnung wiederhergestellt war, verlangte die japanische Regierung eine Reihe von Forderungen und Zugeständnissen von der koreanischen Regierung.
Die Verhandlungen wurden im August 1882 abgeschlossen.
Artikel V des "Vertrags" erlaubte es Japan, das japanische Konsulat und die japanische Gemeinschaft in Korea zu schützen.
Im Jahr 1884 erließ die japanische Regierung die im Vertrag vorgesehene Entschädigung in Höhe von 400.000 Yen.
Die Vertragsverhandlungen von japanischer Seite führte Inoue Kaoru.